# INEOS Grenadiers/2021
Deze pagina geeft een overzicht van de INEOS Grenadiers-wielerploeg in 2021.

## Algemeen
Sponsor: INEOS
Algemeen manager: Dave Brailsford
Sportief directeur: Oliver Cookson
Ploegleiders: Xabier Artetxe Gesuraga, Kurt Bogaerts, Dario Cioni, Stephen Cummings, Carsten Jeppesen, Servais Knaven, Christian Knees, Brett Lancaster, Gabriel Rasch, Matteo Tosatto, Xabier Zandio
Fietsen: Pinarello
Materiaal: Shimano
Kleding: Castelli
Auto's: Mercedes-Benz

## Renners
| Naam                 | Geboortedatum | Nationaliteit       | Ploeg 2020                     |
| -------------------- | ------------- | ------------------- | ------------------------------ |
| Andrey Amador        | 29-09-1986    | Costa Rica          |                                |
| Dylan van Baarle     | 21-05-1992    | Nederland           |                                |
| Leonardo Basso       | 25-12-1993    | Italië              |                                |
| Egan Bernal          | 13-01-1997    | Colombia            |                                |
| Richard Carapaz      | 29-05-1993    | Ecuador             |                                |
| Jonathan Castroviejo | 27-04-1987    | Spanje              |                                |
| Laurens De Plus      | 04-09-1995    | België              | Team Jumbo-Visma               |
| Rohan Dennis         | 28-05-1990    | Australië           |                                |
| Owain Doull          | 02-05-1993    | Verenigd Koninkrijk |                                |
| Eddie Dunbar         | 01-09-1996    | Ierland             |                                |
| Filippo Ganna        | 25-07-1996    | Italië              |                                |
| Tao Geoghegan Hart   | 30-03-1995    | Verenigd Koninkrijk |                                |
| Michał Gołaś         | 29-04-1984    | Polen               |                                |
| Ethan Hayter         | 18-09-1998    | Verenigd Koninkrijk |                                |
| Sebastián Henao      | 05-08-1993    | Colombia            |                                |
| Michał Kwiatkowski   | 02-06-1990    | Polen               |                                |
| Daniel Martínez      | 25-04-1996    | Colombia            | EF Education First Pro Cycling |
| Gianni Moscon        | 20-04-1994    | Italië              |                                |
| Jhonatan Narváez     | 04-03-1997    | Ecuador             |                                |
| Tom Pidcock*         | 30-07-1999    | Verenigd Koninkrijk | Trinity Racing                 |
| Richie Porte         | 30-01-1985    | Australië           | Trek-Segafredo                 |
| Salvatore Puccio     | 31-08-1989    | Italië              |                                |
| Brandon Rivera       | 21-03-1996    | Colombia            |                                |
| Carlos Rodriguez     | 02-02-2001    | Spanje              |                                |
| Luke Rowe            | 10-03-1990    | Verenigd Koninkrijk |                                |
| Pavel Sivakov        | 11-07-1997    | Rusland             |                                |
| Iván Sosa            | 31-10-1997    | Colombia            |                                |
| Ben Swift            | 05-11-1987    | Verenigd Koninkrijk |                                |
| Geraint Thomas       | 25-05-1986    | Verenigd Koninkrijk |                                |
| Cameron Wurf         | 03-08-1983    | Australië           |                                |
| Adam Yates           | 07-08-1992    | Verenigd Koninkrijk | Mitchelton-Scott               |

* = per 1 februari

### Vertrokken
| Naam                | Geboortedatum | Nationaliteit       | Ploeg 2021             |
| ------------------- | ------------- | ------------------- | ---------------------- |
| Chris Froome        | 20-05-1985    | Verenigd Koninkrijk | Israel Start-Up Nation |
| Christian Knees     | 05-03-1981    | Duitsland           | gestopt                |
| Christopher Lawless | 13-04-1996    | Verenigd Koninkrijk | Total Direct Energie   |
| Ian Stannard        | 25-05-1987    | Verenigd Koninkrijk | gestopt                |

## Overwinningen
| Nationale kampioenschappen wielrennen Olympische wegwedstrijd: Richard Carapaz Wereldkampioenschap tijdrijden: Filippo Ganna Verenigd Koninkrijk - tijdrit: Ethan Hayter Verenigd Koninkrijk - wegwedstrijd: Ben Swift Ster van Bessèges 4e etappe: Filippo Ganna 5e etappe (ITT): Filippo Ganna Ronde van de Provence 3e etappe: Iván Sosa Eindklassement: Iván Sosa Jongerenklassement: Iván Sosa Ploegenklassement: *1) Ronde van de Verenigde Arabische Emiraten 2e etappe (ITT): Filippo Ganna Ronde van Catalonië 2e etappe (ITT): Rohan Dennis 3e etappe: Adam Yates Eindklassement: Adam Yates Ploegenklassement: *2) Internationale Wielerweek 3e etappe: Ethan Hayter Jongerenklassement: Ethan Hayter Ploegenklassement: *3) Dwars door Vlaanderen Dylan van Baarle | Brabantse Pijl Tom Pidcock Ronde van de Alpen 1e etappe: Gianni Moscon 3e etappe: Gianni Moscon Ploegenklassement: *4) Ronde van Romandië Proloog: Rohan Dennis Eindklassement: Geraint Thomas Ploegenklassement: *5) Ronde van de Algarve 2e etappe: Ethan Hayter Ronde van Italië 1e etappe (ITT): Filippo Ganna 9e etappe: Egan Bernal 16e etappe: Egan Bernal 21e etappe (ITT): Filippo Ganna Eindklassement: Egan Bernal Jongerenklassement: Egan Bernal Ploegenklassement: *6) | Ruta del Sol 2e etappe: Ethan Hayter 5e etappe: Ethan Hayter Critérium du Dauphiné 5e etappe: Geraint Thomas Eindklassement: Richie Porte Ploegenklassement: *7) Ronde van Zwitserland 5e etappe: Richard Carapaz Eindklassement: Richard Carapaz Jongerenklassement: Eddie Dunbar GP Lugano Gianni Moscon Ronde van Noorwegen 1e etappe: Ethan Hayter 2e etappe: Ethan Hayter Eindklassement: Ethan Hayter Puntenklassement: Ethan Hayter Ronde van Groot-Brittannië 3e etappe: Ploegentijdrit *8) 5e etappe: Ethan Hayter Puntenklassement: Ethan Hayter |

*1) Ploeg Ronde van de Provence: Bernal, De Plus, Dunbar, Moscon, Rodriguez, Sosa, Swift
*2) Ploeg Ronde van Catalonië: Carapaz, Castroviejo, Dennis, Porte, Rowe, Thomas, Yates
*3) Ploeg Internationale Wielerweek: Dunbar, Hayter, Henao, Moscon, Rodriguez, Sosa, Swift
*4) Ploeg Ronde van de Alpen: Basso, Henao, Martínez, Moscon, Puccio, Sivakov, Sosa
*5) Ploeg Ronde van Romandië: Amador, Dennis, Doull, Dunbar, Ganna, Porte, Thomas
*6) Ploeg Ronde van Italië: Bernal, Castroviejo, Ganna, Martínez, Moscon, Narváez, Puccio, Sivakov
*7) Ploeg Critérium du Dauphiné: Amador, Van Baarle, Geoghegan Hart, Kwiatkowski, Porte, Rodriguez, Thomas
*8) Ploeg Ronde van Groot-Brittannië: Dennis, Doull, Hayter, Kwiatkowski, Porte, Rodriguez
2010 · 2011 · 2012 · 2013 · 2014 · 2015 · 2016 · 2017 · 2018 · 2019 · 2020 · 2021 · 2022 · 2023 · 2024 · 2025
AG2R-Citroën · Astana-Premier Tech · Bahrain-Victorious · BORA-hansgrohe · Cofidis, Solutions Crédits · Deceuninck–Quick-Step · EF Education-Nippo · Groupama-FDJ · INEOS Grenadiers · Intermarché-Wanty-Gobert Matériaux · Israel Start-Up Nation · Lotto Soudal · Movistar Team · Team BikeExchange · Team DSM · Team Jumbo-Visma · Team Qhubeka NextHash · Trek-Segafredo · UAE Team Emirates